# Olympische Jugend-Winterspiele 2024/Teilnehmer (Slowenien)
| Gelbes Symbol für Goldmedaillen mit stilisierten Olympischen Ringen | Graues Symbol für Silbermedaillen mit stilisierten Olympischen Ringen | Braundes Symbol für Bronzemedaillen mit stilisierten Olympischen Ringen |
| ------------------------------------------------------------------- | --------------------------------------------------------------------- | ----------------------------------------------------------------------- |
| 2                                                                   | 2                                                                     | 1                                                                       |

Slowenien nahm mit 28 (15 Männer, 13 Frauen) an den Olympischen Jugend-Winterspielen 2024 in der südkoreanischen Provinz Gangwon teil.

## Medaillen

### Medaillenspiegel
| Rang   | Sportart              | Gold | Silber | Bronze | Gesamt |
| ------ | --------------------- | ---- | ------ | ------ | ------ |
| 1      | Skispringen           | 2    | —      | —      | 2      |
| 2      | Nordische Kombination | —    | 1      | 1      | 2      |
| 3      | Biathlon              | —    | 1      | —      | 1      |
| Gesamt | Gesamt                | 2    | 3      | 1      | 5      |

### Medaillengewinner
| Name/n                                             | Sportart              | Wettkampf                    |
| -------------------------------------------------- | --------------------- | ---------------------------- |
| Gold                                               |                       |                              |
| Taja Bodlaj                                        | Skispringen           | Normalschanze                |
| Ajda Košnjek Taja Bodlaj Enej Faletič Urban Šimnic | Skispringen           | Mixed Team                   |
| Silber                                             |                       |                              |
| Ela Sever                                          | Biathlon              | 6 km Sprint                  |
| Teja Pavec                                         | Nordische Kombination | Gundersen Normalschanze/4 km |
|                                                    | Nordische Kombination |                              |
| Bronze                                             |                       |                              |
| Tia Malovrh                                        | Nordische Kombination | Gundersen Normalschanze/4 km |

## Teilnehmer nach Sportart

### Biathlon
| Athleten                                         | Wettbewerbe                           | Zeit        | Fehler           | Rang   |
| ------------------------------------------------ | ------------------------------------- | ----------- | ---------------- | ------ |
| Frauen                                           |                                       |             |                  |        |
| Ajda Špitalar                                    | 6 km Sprint                           | 23:56,0 min | 4 (2+2)          | 39     |
| Ajda Špitalar                                    | 10 km Einzel                          | 44:24,1 min | 5 (0+1+2+2)      | 47     |
| Ela Sever                                        | 6 km Sprint                           | 20:15,3 min | 3 (2+1)          | Silber |
| Ela Sever                                        | 10 km Einzel                          | 42:59,6 min | 9 (3+3+1+2)      | 31     |
| Männer                                           |                                       |             |                  |        |
| Nejc Einhauer                                    | 7,5 km Sprint                         | 24:35,9 min | 1 (0+1)          | 50     |
| Nejc Einhauer                                    | 12,5 km Einzel                        | 52:15,6 min | 9 (4+1+2+2)      | 73     |
| Gregor Rupnik                                    | 7,5 km Sprint                         | 26:47,0 min | 6 (3+3)          | 79     |
| Gregor Rupnik                                    | 12,5 km Einzel                        | DNF         | DNF              | DNF    |
| Jaka Pilar                                       | 7,5 km Sprint                         | 23:42,5 min | 2 (0+2)          | 27     |
| Jaka Pilar                                       | 12,5 km Einzel                        | 44:52,1 min | 4 (2+0+2+0)      | 15     |
| Mixed                                            |                                       |             |                  |        |
| Ela Sever Jaka Pilar                             | Single-Mixed-Staffel (6 km + 7,5 km)  | 47:13,8 min | 2+19 (2+11 0+8)  | 9      |
| Ela Sever Ajda Špitalar Jaka Pilar Nejc Einhauer | Mixed-Staffel (2 × 6 km + 2 × 7,5 km) | 1:31:35,8 h | 14+19 (7+8 7+11) | 16     |

### Curling
| Wettbewerb             | Mixed Doppel                                                                |
| ---------------------- | --------------------------------------------------------------------------- |
| Athleten               | Maks Omerzel Pavla Kavčič                                                   |
| Vorrunde               | Ukraine 11:5 Schweden 4:15 Katar 12:4 Norwegen 4:14 Vereinigte Staaten 0:12 |
| Viertelfinale          | ausgeschieden                                                               |
| Halbfinale             | ausgeschieden                                                               |
| Finale/Spiel um Bronze | ausgeschieden                                                               |
| Rang                   | 16                                                                          |

### Nordische Kombination
| Athleten                                                | Wettbewerb                              | Skispringen                 | Skispringen | Skispringen | Langlauf    | Langlauf | Rang   |
| Athleten                                                | Wettbewerb                              | Weite                       | Punkte      | Rang        | Zeit        | Rang     | Rang   |
| ------------------------------------------------------- | --------------------------------------- | --------------------------- | ----------- | ----------- | ----------- | -------- | ------ |
| Frauen                                                  |                                         |                             |             |             |             |          |        |
| Tia Malovrh                                             | Gundersen Normalschanze/4 km            | 100,0 m                     | 118,0       | 4           | 11:14,0 min | 3        | Bronze |
| Teja Pavec                                              | Gundersen Normalschanze/4 km            | 100,0 m                     | 128,6       | 2           | 10:49,9 min | 2        | Silber |
| Männer                                                  |                                         |                             |             |             |             |          |        |
| Lovro Percl Seučnik                                     | Gundersen Normalschanze/6 km            | 91,0 m                      | 94,8        | 20          | 17:07,4 min | 21       | 21     |
| Aljaž Janhar                                            | Gundersen Normalschanze/6 km            | 94,0 m                      | 97,7        | 19          | 17:32,9 min | 24       | 24     |
| Mixed                                                   |                                         |                             |             |             |             |          |        |
| Tia Malovrh Lovro Percl Seučnik Aljaž Janhar Teja Pavec | Team Gundersen Normalschanze/4 × 3,3 km | 94,5 m 91,5 m 92,0 m 95,5 m | 402,7       | 6           | 34:23,6 min | 2        | Silber |

### Rennrodeln
| Athleten    | Wettbewerb | Lauf 1   | Lauf 1 | Lauf 2   | Lauf 2 | Gesamt       | Gesamt |
| Athleten    | Wettbewerb | Zeit     | Rang   | Zeit     | Rang   | Zeit         | Rang   |
| ----------- | ---------- | -------- | ------ | -------- | ------ | ------------ | ------ |
| Männer      |            |          |        |          |        |              |        |
| Miha Vozelj | Einsitzer  | 48,863 s | 19     | 47,794 s | 15     | 1:36,657 min | 18     |

### Shorttrack
| Athleten  | Wettbewerb | Vorläufe     | Vorläufe | Viertelfinale | Viertelfinale | Halbfinale    | Halbfinale    | Finale A/B    | Finale A/B    | Rang |
| Athleten  | Wettbewerb | Zeit         | Rang     | Zeit          | Rang          | Zeit          | Rang          | Zeit          | Rang          | Rang |
| --------- | ---------- | ------------ | -------- | ------------- | ------------- | ------------- | ------------- | ------------- | ------------- | ---- |
| Frauen    |            |              |          |               |               |               |               |               |               |      |
| Dina Špan | 500 m      | 47,449 s     | 3        | ausgeschieden | ausgeschieden | ausgeschieden | ausgeschieden | ausgeschieden | ausgeschieden | 24   |
| Dina Špan | 1000 m     | 1:42,319 min | 3        | ausgeschieden | ausgeschieden | ausgeschieden | ausgeschieden | ausgeschieden | ausgeschieden | 26   |
| Dina Špan | 1500 m     | —            | —        | 2:48,096 min  | 5             | ausgeschieden | ausgeschieden | ausgeschieden | ausgeschieden | 29   |

### Ski Alpin
| Athleten      | Wettbewerb         | Lauf 1   | Lauf 1 | Lauf 2  | Lauf 2 | Gesamt      | Gesamt |
| Athleten      | Wettbewerb         | Zeit     | Rang   | Zeit    | Rang   | Zeit        | Rang   |
| ------------- | ------------------ | -------- | ------ | ------- | ------ | ----------- | ------ |
| Frauen        |                    |          |        |         |        |             |        |
| Ana Merc      | Super-G            | —        | —      | —       | —      | 57,79 s     | 37     |
| Ana Merc      | Alpine Kombination | 59,07, s | 29     | DNF     | DNF    | DNF         | DNF    |
| Ana Merc      | Riesenslalom       | 52,53 s  | 25     | 56,10 s | 21     | 1:48,63 min | 20     |
| Ana Merc      | Slalom             | 53,67 s  | 27     | 50,83 s | 22     | 1:44,50 min | 22     |
| Ana Bokal     | Super-G            | —        | —      | —       | —      | DNF         | DNF    |
| Ana Bokal     | Alpine Kombination | 58,44 s  | 21     | 55,58 s | 23     | 1:54,02 min | 23     |
| Ana Bokal     | Riesenslalom       | DNF      | DNF    | DNF     | DNF    | DNF         | DNF    |
| Ana Bokal     | Slalom             | DNF      | DNF    | DNF     | DNF    | DNF         | DNF    |
| Lana Pusšnik  | Super-G            | —        | —      | —       | —      | 56,79 s     | 31     |
| Lana Pusšnik  | Alpine Kombination | 58,15 s  | 17     | DNF     | DNF    | DNF         | DNF    |
| Lana Pusšnik  | Riesenslalom       | DNF      | DNF    | DNF     | DNF    | DNF         | DNF    |
| Lana Pusšnik  | Slalom             | DNF      | DNF    | DNF     | DNF    | DNF         | DNF    |
| Männer        |                    |          |        |         |        |             |        |
| Miha Oserban  | Super-G            | —        | —      | —       | —      | 57,11 s     | 34     |
| Miha Oserban  | Alpine Kombination | 55,15 s  | 9      | 55,21 s | 5      | 1:50,36 min | 4      |
| Miha Oserban  | Riesenslalom       | DNF      | DNF    | DNF     | DNF    | DNF         | DNF    |
| Miha Oserban  | Slalom             | 47,57 s  | 6      | DNF     | DNF    | DNF         | DNF    |
| Jaka Škrjanc  | Super-G            | —        | —      | —       | —      | 56,15 s     | 25     |
| Jaka Škrjanc  | Alpine Kombination | 56,89 s  | 33     | DNF     | DNF    | DNF         | DNF    |
| Jaka Škrjanc  | Riesenslalom       | 51,93 s  | 31     | 47,86 s | 23     | 1:39,79 min | 24     |
| Jaka Škrjanc  | Slalom             | 49,37 s  | 25     | 53,42 s | 11     | 1:42,79 min | 13     |
| Gal Hajdinjak | Super-G            | —        | —      | —       | —      | DNF         | DNF    |
| Gal Hajdinjak | Alpine Kombination | 55,94 s  | 20     | 56,37 s | 17     | 1:52,31 min | 19     |
| Gal Hajdinjak | Riesenslalom       | 51,73 s  | 28     | DSQ     | DSQ    | DSQ         | DSQ    |
| Gal Hajdinjak | Slalom             | 48,96 s  | 23     | DNF     | DNF    | DNF         | DNF    |

| Athleten               | Wettbewerbe | Achtelfinale | Achtelfinale | Viertelfinale | Viertelfinale | Halbfinale    | Halbfinale    | Finale        | Finale        | Rang |
| Athleten               | Wettbewerbe | Gegner       | Punkte       | Gegner        | Punkte        | Gegner        | Punkte        | Gegner        | Punkte        | Rang |
| ---------------------- | ----------- | ------------ | ------------ | ------------- | ------------- | ------------- | ------------- | ------------- | ------------- | ---- |
| Mixed                  |             |              |              |               |               |               |               |               |               |      |
| Ana Bokal Miha Oserban | Mannschaft  | FIN          | 1:3          | ausgeschieden | ausgeschieden | ausgeschieden | ausgeschieden | ausgeschieden | ausgeschieden | 9    |

### Skilanglauf
| Athleten                                         | Wettbewerb       | Zeit        | Rang |
| ------------------------------------------------ | ---------------- | ----------- | ---- |
| Frauen                                           |                  |             |      |
| Zala Zupan                                       | 7,5 km klassisch | 25:15,5 min | 36   |
| Ula Kuhar                                        | 7,5 km klassisch | 23:33,0 min | 20   |
| Männer                                           |                  |             |      |
| Lovrenc Karničar                                 | 7,5 km klassisch | 21:56,0 min | 39   |
| Tine Šporn                                       | 7,5 km klassisch | 21:05,8 min | 26   |
| Mixed                                            |                  |             |      |
| Ula Kuhar Tine Šporn Zala Zupan Lovrenc Karničar | 4 × 5 km Staffel | 58:40,0 min | 15   |

| Athleten         | Wettbewerb      | Qualifikation | Qualifikation | Viertelfinale | Viertelfinale | Halbfinale    | Halbfinale    | Finale        | Finale        | Rang |
| Athleten         | Wettbewerb      | Zeit          | Rang          | Zeit          | Rang          | Zeit          | Rang          | Zeit          | Rang          | Rang |
| ---------------- | --------------- | ------------- | ------------- | ------------- | ------------- | ------------- | ------------- | ------------- | ------------- | ---- |
| Frauen           |                 |               |               |               |               |               |               |               |               |      |
| Ula Kuhar        | Sprint Freistil | 3:43,58 min   | 23            | 3:46,03 min   | 6             | ausgeschieden | ausgeschieden | ausgeschieden | ausgeschieden | 28   |
| Zala Zupan       | Sprint Freistil | 3:50,31 min   | 32            | ausgeschieden | ausgeschieden | ausgeschieden | ausgeschieden | ausgeschieden | ausgeschieden | 32   |
| Männer           |                 |               |               |               |               |               |               |               |               |      |
| Lovrenc Karničar | Sprint Freistil | 3:12,74 min   | 28            | 3:08,16 min   | 4             | ausgeschieden | ausgeschieden | ausgeschieden | ausgeschieden | 20   |
| Tine Šporn       | Sprint Freistil | 3:22,67 min   | 44            | ausgeschieden | ausgeschieden | ausgeschieden | ausgeschieden | ausgeschieden | ausgeschieden | 43   |

### Skispringen
| Athleten                                           | Wettbewerb               | 1. Durchgang                    | 1. Durchgang | 1. Durchgang | 2. Durchgang                   | 2. Durchgang | 2. Durchgang | Gesamt | Gesamt |
| Athleten                                           | Wettbewerb               | Weite                           | Punkte       | Rang         | Weite                          | Punkte       | Rang         | Punkte | Rang   |
| -------------------------------------------------- | ------------------------ | ------------------------------- | ------------ | ------------ | ------------------------------ | ------------ | ------------ | ------ | ------ |
| Frauen                                             |                          |                                 |              |              |                                |              |              |        |        |
| Ajda Košnjek                                       | Normalschanze            | 91,0 m                          | 88,0         | 11           | 99,0 m                         | 98,4         | 6            | 178,4  | 7      |
| Taja Bodlaj                                        | Normalschanze            | 107,0 m                         | 110,5        | 1            | 100,5                          | 105,2        | 2            | 215,7  | Gold   |
| Männer                                             |                          |                                 |              |              |                                |              |              |        |        |
| Enej Faletič                                       | Normalschanze            | 96,0 m                          | 98,0         | 9            | 102,0 m                        | 103,0        | 4            | 201,0  | 8      |
| Urban Šimnic                                       | Normalschanze            | 100,0 m                         | 100,6        | 7            | 95,0 m                         | 87,9         | 13           | 188,5  | 12     |
| Mixed                                              |                          |                                 |              |              |                                |              |              |        |        |
| Ajda Košnjek Urban Šimnic Taja Bodlaj Enej Faletič | Normalschanze Mannschaft | 103,0 m 101,5 m 100,5 m 102,0 m | 437,0        | 1            | 98,5 m 106,0 m 106,5 m 100,0 m | 456,7        | 1            | 893,7  | Gold   |

### Snowboard
| Athleten     | Wettbewerb | Qualifikation | Qualifikation | Finale        | Finale        | Rang |
| Athleten     | Wettbewerb | Punkte        | Rang          | Punkte        | Rang          | Rang |
| ------------ | ---------- | ------------- | ------------- | ------------- | ------------- | ---- |
| Männer       |            |               |               |               |               |      |
| Aljaž Sladič | Slopestyle | 16,25         | 22            | ausgeschieden | ausgeschieden | 22   |
| Aljaž Sladič | Big Air    | 51,00         | 15            | ausgeschieden | ausgeschieden | 15   |